# 李玉慈
李 玉慈（Lee Ok Cha, 1952年8月3日 - ）は、大韓民国の元バスケットボール選手で現在は指導者。元女子韓国代表監督の鄭周鉉夫人。

## 来歴
崇義高卒業後、商業銀行を経て1978年に来日し、日本リーグ昇格まもないシャンソン化粧品に加入。1980年までプレー。バスケットボール女子大韓民国代表にも選ばれた。
引退後は指導者に転じ、1981年より信用保証基金のヘッドコーチを務め、1990年に古巣シャンソンに復帰。日本リーグ・オールジャパンの2冠に導いた。
1991年に帰国し、母校のヘッドコーチに就任。全国大会優勝に輝く。
1999年からは龍仁大ヘッドコーチとして、ここでも全国大会優勝に導いた。
2001年より富士通レッドウェーブのヘッドコーチに就任。Wリーグに定着させ、今日の富士通の基盤を作った。2003年にはコーチ・オブ・ザ・イヤーを獲得。
2004年、夫が監督を務めるシャンソンのヘッドに復帰。Wリーグ連覇に導いた。
2006年退任。同年韓国代表コーチに就任。
2012年からWKBL、KDB生命のヘッドコーチに就任。
2014年、アイシン・エィ・ダブリュ ウィングスのヘッドコーチに就任。2016年退団。
2020年、シャンソンVマジックのヘッドコーチに就任。
2023年2月22日、7選手が退団した責任を取り退任。

## 参照
1. ↑  “女子バスケットボール部　引退者について”.   アイシン・エィ・ダブリュ ウィングス (2016年6月1日). 2016年6月1日閲覧。
2. ↑  “新ヘッドコーチ就任のお知らせ”.   シャンソンVマジック (2020年5月1日). 2020年5月1日閲覧。
3. ↑  “Ｗリーグ名門シャンソン化粧品、李玉慈監督と７選手の退団を正式発表　昨年末から帯同しない選手続出”. スポーツ報知. (2023年2月22日)